# Ammophila caprella
Ammophila caprella är en biart som beskrevs av Arnold 1951. Ammophila caprella ingår i släktet Ammophila och familjen grävsteklar. Inga underarter finns listade i Catalogue of Life.